# 魔法壞女巫：第二部
《魔法壞女巫：第二部》（英語：Wicked: For Good）是一部2025年美國史詩歌舞奇幻電影，為2024年電影《魔法壞女巫》的續集。該片由朱浩偉執導，劇本改編自薇尼·霍茲曼和史蒂芬·施沃茨創作的2003年音樂劇《女巫前傳》。主演陣容包括亞莉安娜·格蘭德、辛西婭·艾利沃、喬納森·拜利、伊桑·斯萊特、杨伯文、瑪麗莎·博德、彼特·丁拉基、楊紫瓊與傑夫·高布倫。劇情將涵蓋音樂劇第二幕中發生的事件。
《魔法壞女巫：第二部》預定2025年11月21日於美國上映。

## 演員
- 辛西婭·艾利沃 飾演 艾法芭·索普（英语：Elphaba）[3]
- 亞莉安娜·格蘭德 飾演 格琳達／葛琳達·厄普蘭[3]
- 喬納森·拜利 飾演 費耶羅·泰格拉爾（英语：Fiyero）[3]
- 楊紫瓊 飾演 莫里貝爾夫人（英语：Madame Morrible）[3][4]。
- 傑夫·高布倫 飾演 奧茲國大巫師[3]
- 伊桑·斯萊特（英语：Ethan Slater） 飾演 博克·伍茲曼（英语：Boq）[3]
- 瑪麗莎·博德（英语：Marissa Bode） 飾演 涅莎蘿絲·索普（英语：Nessarose）：艾法芭的妹妹[3][4]。
- 彼特·丁拉基 聲演 迪拉蒙德博士（Doctor Dillamond）
- 楊伯文 飾演 芬尼（Pfannee）：格琳達的好友。該角色為1995年格萊葛利·馬奎爾所著的《女巫前傳》中的角色，並未曾在任何改編音樂劇中登場[4]。
- 布朗溫·詹姆斯（Bronwyn James） 飾演 心心（ShenShen）[4]

## 製作
2012年，環球影業宣布將改編百老匯音樂劇《女巫前傳》電影，最初計劃於2019年12月20日上映。然而，由於多次推遲，最終定於2024年11月27日上映。2022年4月，導演朱浩偉宣布，該電影將分為兩部分製作。2022年6月，史蒂芬·施瓦茲補充稱將為兩部電影之一創作一首新歌。並在同年11月透露電影將包括兩首新歌，以滿足劇情敘述的需求。
該電影的主體拍攝與前作同時進行，原訂於2023年7月完成，但由於2023年演员工会-美国电视和广播艺人联合会大罢工而中斷。兩部電影隨後於2024年1月24日恢復拍攝，並於1月26日殺青。為了忠實呈現音樂劇的演唱，主演辛西婭·艾利沃和亞莉安娜·格蘭德堅持要求在現場錄製歌曲，並與奧斯卡獲獎音效混音師西蒙·海耶斯合作，採用與2012年電影《悲慘世界》相似的錄音技術。

## 發行
《魔法壞女巫：第二部》定於2025年11月21日由環球影業在全球上映，並會在包括RealD 3D、IMAX、杜比影院、4DX、ScreenX和D-Box等格式上映。該影片最初計劃於2025年11月26日和12月25日上映，為了避開與《動物方城市2》和《阿凡達：火與燼》的檔期競爭，該片的上映日期被提前調整。

## 外部連結
- 官方网站
- 互联网电影数据库（IMDb）上《魔法壞女巫：第二部》的资料（英文）